# Tetracera loureiri
Tetracera loureiri är en tvåhjärtbladig växtart som först beskrevs av Achille Eugène Finet och Gagnep., och fick sitt nu gällande namn av William Grant Craib. Tetracera loureiri ingår i släktet Tetracera och familjen Dilleniaceae. Inga underarter finns listade i Catalogue of Life.